# Charchorin

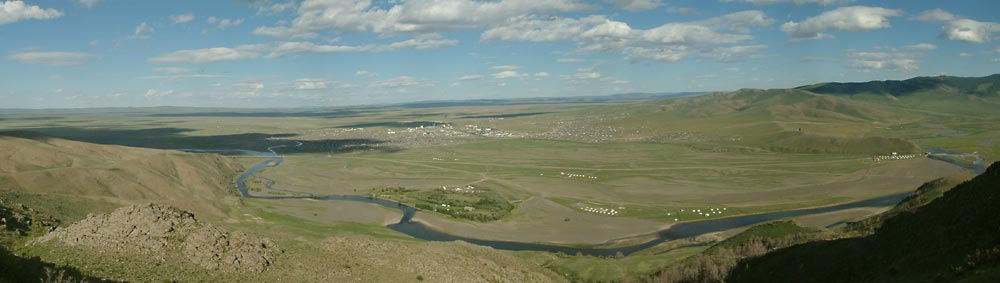
Blick über den Orchon-Fluss auf Charchorin

Charchorin (mongolisch Хархорин) ist ein Sum und dessen Verwaltungszentrum im Öwörchangai-Aimag (Provinz) der Mongolei.
In seiner Nähe liegen die Ruinen von Karakorum, welches im Mittelalter kurzzeitig als die Hauptstadt des Mongolischen Reiches gedient hat. Das Kloster Erdene Dsuu stammt ebenfalls aus dieser Zeit. Ein weiteres sehenswertes Kloster ist das rund 60 km entfernte Töwchön Chiid.

## Geographie

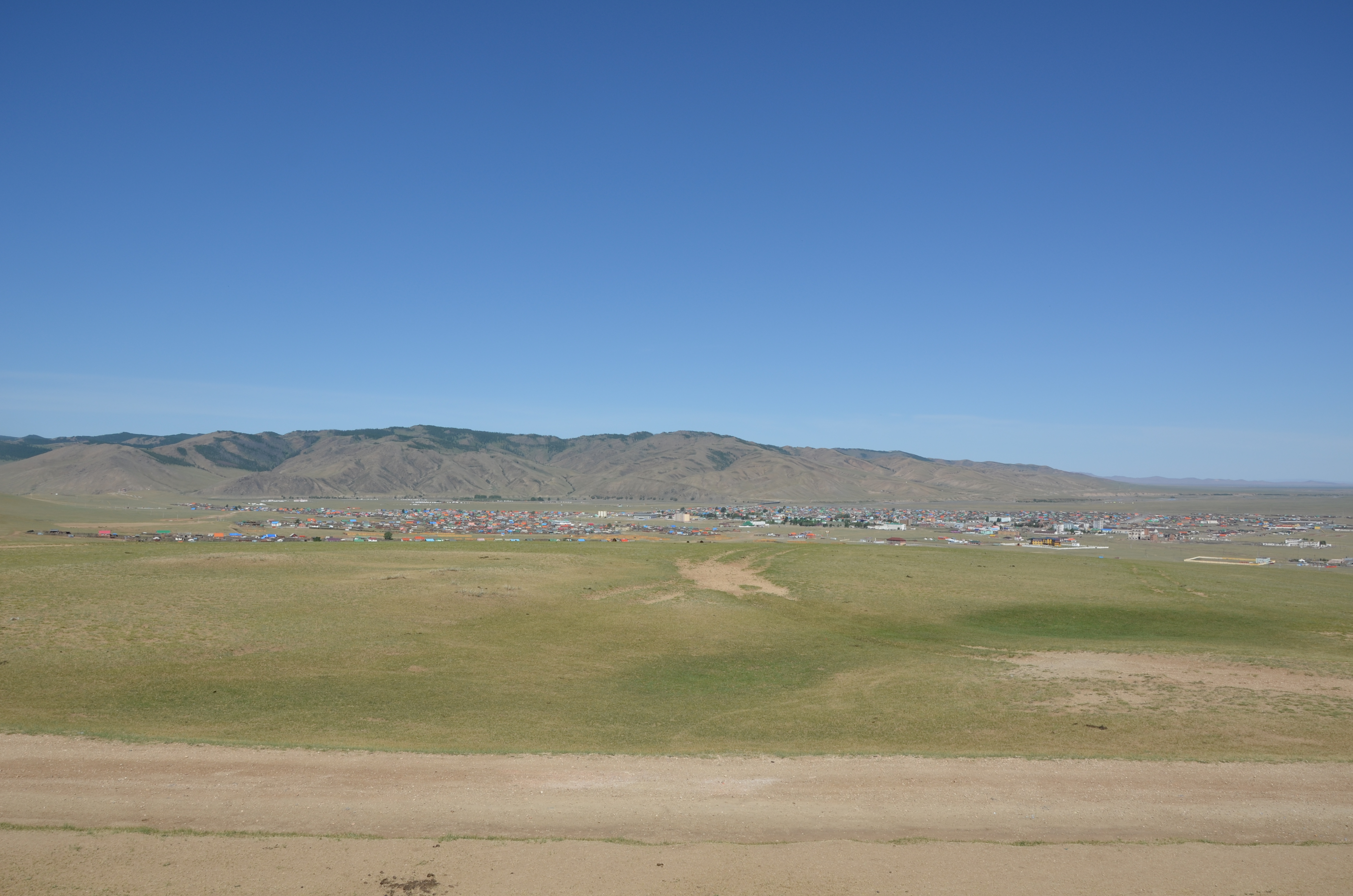
Charchorin vor den Ausläufern des Changai-Gebirges

Charchorin liegt im Tal des Orchon-Flusses, etwa 360 km westlich von Ulaanbaatar. Die Kulturlandschaft des Tales wird zum UNESCO-Welterbe gezählt. In dieser Gegend treffen die östlichen Ausläufer des Changai-Gebirges auf die Grassteppen der zentralen Mongolei.

## Wirtschaft

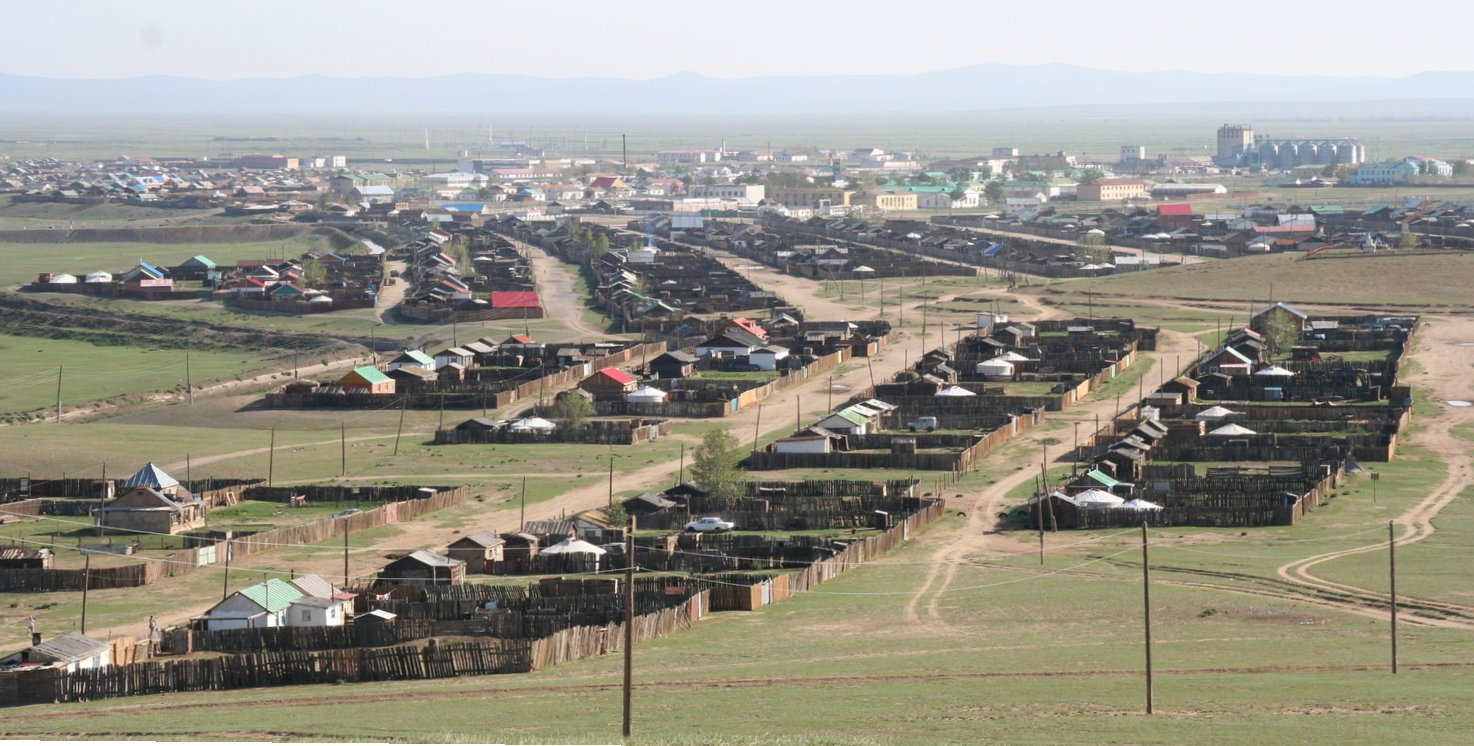
Häuser von Charchorin, 2007

Zu den wichtigsten Wirtschaftszweigen von Charchorin gehören der Tourismus und die Landwirtschaft. Das Wasser des Orchon dient zur Bewässerung der fruchtbaren Ebene östlich der Stadt.

## Verkehr
Der Flughafen von Charchorin (KHR/ZMHH) verfügt über eine unbefestigte Landebahn und wird mit regelmäßigen Flügen von und nach Ulaanbaatar bedient.